# 볼링 포 수프
볼링 포 수프(Bowling for Soup)는 1994년 미국 텍사스주 위치토폴스에서 결성된 팝 펑크 밴드이다. 2003년에 그래미 상 후보에 오른 〈Girl All the Bad Guys Want〉와 2004년의 싱글 〈1985〉로 잘 알려져 있다.

## 구성원
- 자렛 레딕(Jaret Reddick) - 리드 보컬, 리듬 기타
- 에릭 챈들러(Erik Chandler) - 베이스 기타, 배킹 보컬
- 크리스 버니(Chris Burney) - 리드 기타, 배킹 보컬
- 개리 와이즈먼(Gary Wiseman) - 드럼(1998년 ~ 현재)

### 이전 멤버
- 랜스 모릴(Lance Morril) - 드럼(1994년 ~ 1998년)

## 음반 목록
- 《Bowling for Soup》(1994년)
- 《Cell Mates》(1996년)
- 《Rock On Honorable Ones!!!》(1998년)
- 《Tell Me When to Say Whoa!》(EP, 1999년)
- 《Let's Do It for Johnny!》(2000년)
- 《Drunk Enough to Dance》(2002년)
- 《A Hangover You Don't Deserve》(2004년)
- 《Bowling for Soup Goes to the Movies》(2005년)
- 《The Great Burrito Extortion Case》(2006년)

## 그외 음악
- 《Today's Gotta be a Great day》(피니와 퍼브 테마곡,2007년)
- 《Endless Possibility》(소닉 언리쉬드 테마곡)작곡-오타니 토모야,타나다 타케시,무라이시 마사유키 노래-자렛 레딕,에릭 챈들러